# Russell Brown (juge)
Pour les articles homonymes, voir Russell Brown et Brown.
Russell Brown (né le 15 septembre 1965) est un juriste canadien. Il est un ancien juge puîné à la Cour suprême du Canada depuis le 31 août 2015.

## Biographie

### Études et carrière
Russell Brown grandit à Burns Lake, en Colombie-Britannique. En 1987, il obtient un baccalauréat ès arts de l'Université de la Colombie-Britannique, puis, en 1994, un baccalauréat en droit de l'Université de Victoria. Il étudie ensuite à l'Université de Toronto où il obtient une maîtrise en droit en 2003 et un doctorat en sciences juridiques en 2006.
En 1995, il est admis au barreau de la Colombie-Britannique. Il travaille comme associé au cabinet Davis & Company de Vancouver de 1995 à 1996, puis au cabinet Carfra & Lawton jusqu'en 2004. Il devient ensuite membre de la faculté de droit de l'Université de l'Alberta, d'abord à titre de professeur puis comme doyen en 2012-2013. En 2008, il joint le barreau de l'Alberta et commence à travailler au sein du cabinet Miller Thomson. Ses intérêts touchent surtout le droit commercial, la négligence médicale, les lésions corporelles, le droit des assurances, les fiducies et successions.
Le 8 février 2013, il devient juge à la Cour du Banc de la Reine de l'Alberta. Le 7 mars 2014, il devient juge à la Cour d'appel de l'Alberta. Pendant cette période, il siège également aux cours d'appel des Territoires du Nord-Ouest et du Nunavut. Le 31 août 2015, il est nommé juge puîné à la Cour suprême du Canada.

#### Examen d'une plainte par le Conseil canadien de la magistrature
Le 29 janvier 2023, une plainte concernant des allégations sur la conduite du juge Brown a été reçue et transmise à l’honorable Christopher Hinkson, juge en chef de la Cour suprême de la Colombie-Britannique et président du Comité sur la conduite des juges du Conseil. Le 31 janvier, le juge en chef Hinkson a demandé au juge Brown de commenter les allégations trouvées dans la plainte; le juge Brown a fourni des commentaires le 20 février. Le 1er février 2023, après avoir été informé d'une plainte à son égard, le juge en chef Wagner l’a mis en congé de ses fonctions à la Cour suprême du Canada, avec effet immédiat.
Le Vancouver Sun rapporte que les allégations à l'égard du juge Brown concerneraient une altercation survenue lors d'un événement le 28 janvier dans un complexe de Scottsdale, en Arizona. Le plaignant, Jon Crump, accuse le juge Brown d'avoir été en état d'ébriété et d'avoir agi de façon inappropriée à l'égard des membres d'un groupe d'amis présents à l'événement, avant que M. Crump ne frappe deux fois le juge au visage. Un autre média rapporte que le juge Brown aurait embrassé et touché l'une des femmes du groupe sans son consentement, et aurait fait des avances sexuelles à une seconde femme du groupe, puis les aurait suivi jusqu'à leur chambre d'hôtel, ce qui aurait mené à l'altercation physique avec Jon Crump. Le juge Brown nie ces allégations,,.
Le 30 mars 2023, le juge en chef Hinkson a décidé de renvoyer l'affaire à un comité d'examen de la conduite judiciaire. En vertu du règlement administratif du Conseil, un comité d'examen peut être constitué pour déterminer si un comité d'enquête doit être mis sur pied, s’il décide qu’à première vue une plainte ou une accusation pourrait s’avérer suffisamment grave pour justifier la révocation d’un juge,.
Il remet sa démission le 12 juin 2023.
Le 26 octobre 2023, premier ministre Justin Trudeau annonce que la franco-albertaine Mary Moreau le remplacera à la Cour suprême.

### Vie privée
Il est marié depuis 1994 à Heidi Brown. Il est père de deux enfants.